# Elsdorf (Dolna Saksonia)
Elsdorf – miejscowość i gmina w Niemczech, w kraju związkowym Dolna Saksonia, w powiecie Rotenburg (Wümme), wchodzi w skład gminy zbiorowej Zeven.